# Pseudo-obstrução intestinal
Pseudo-obstrução intestinal é uma síndrome clínica arrazoada como severo comprometimento na competência dos intestinos em fomentar alimentos para ulterior eliminação, através da defecação. É caracterizada por sinais e sintomas de obstrução intestinal, porém, à exegese examinatória, quaisquer lesões ao lúmen intestinal são nulas. Manifestações clínicas podem concernir a dor abdominal, náuseas, distensão conspícua, vômitos, disfagia, obstipação intestinal e/ou diarreia, dependendo da porção do trato gastrointestinal engajada. A condição pode incoar-se a qualquer idade, alternando dentre circunstâncias primárias (idiopática ou herdada), ou promovida por outra desordem (secundária).
Pode atinar aos padrões crônico ou agudo.

## Causas
Na pseudo-obstrução intestinal primária, que simboliza a maioria de casos crônicos, a condição pode ser desencadeada por lesões ao músculo liso (miopático) ou sistema nervoso (neuropático) do trato gastrointestinal.
Em alguns casos, parece haver associações genéticas.  Um reporte já foi relacionado com DXYS154.
Escalonamentos secundários da variante crônica podem engendrar-se com albergue em condições propínquas, incluindo doença de Kawasaki, doença de Parkinson, doença de Chagas, doença de Hirschsprung, hipoganglionose intestinal, doenças vasculares do colágeno, doença mitocondrial, distúrbios endócrinos, e uso de certos medicamentos.

## Tratamento
A vertente crônica é gerenciada através do tratamento da condição subjacente.
Não há cura para a pseudo-oclusão intestinal crônica. Todavia, com cuidados nutricionais, reposição de fluídos e métodos para alívio da dor, é possível, ainda que intermitentemente, regularizar os casos. Drogas que acentuam a força propulsiva dos intestinos já foram tentadas, bem como tipos alternativos de cirurgias.

### Tratamento médico
Prucaloprida, piridostigmina, metoclopramida, cisaprida e eritromicina podem ser empregadas, apesar de não abonar peremptoriedade excelente. Em tais oportunidades, o tratamento priorizará a manutenção de eventuais complicações. Linaclotide é um novo medicamento, obtendo aval de uso pela Food and Drug Administration em 2012. Verificações sugerem que seu potencial é auspicioso para obstruções não maciças, e, ainda, a gastroparesia e inércia colônica.
Paralisia intestinal, que pode guiar a um crescimento bacterial fervoroso, diarreia ou má absorção, é manipulada com antibióticos.
Deficiências nutricionais são administradas pelo encorajamento ao evitamento de alimentos ricos em gordura e fibra a pacientes arremetidos, pois tais materiais, trivialmente, são mais difíceis de serem digeridos, enrijecendo a distensão e o desconforto. Adicionalmente, é usual que recomende-se de cinco a seis miúdas refeições aos flagelados, concentrando-se em líquidos e comida leve. Reduzir a ingestão de álcoois de açúcar mal absorvidos pode ser benéfico; portanto, é consueta a preferência por dietas restritivas. Se alterações voluntárias na dieta são improdutivas na acepção a nutrientes cruciais, havendo cursiva perda de peso, é necessária a implantação de nutrição enteral. Alguns pacientes, ulteriormente, são obrigados a incorporar o estádio parenteral.

Uma absoluta nutrição parenteral (NPT) é uma forma de tratamento nutricional de longo prazo, necessária para pacientes com pseudo-obstrução grave. Após um período sem acuramento da função ou motilidade intestinal, será tomada a decisão de iniciar a NPT, ocorrendo, então, procedimentos cirúrgicos para elencar um cateter intravenoso mais permanente e de longo prazo, a fim de controlar a NPT. Os tipos de cateteres a ser colocados podem aludir a uma linha central ou de PICC, que incluem mediport, Broviac ou Hickman, dependendo da duração de uso da NPT estipulada por médicos. Pacientes taxados como dependentes da NPT precisarão de exames constantes para monitorar o funcionamento correto do cateter, aferir as enzimas hepáticas, e procurar sinais de infecções no sangue, como bloqueio do cateter, dano hepático e infecções do cateter, ressaltadas complicações associadas com uso prolongado de NPT, podendo culminar em sepse e/ou cirurgias adicionais, se não exercidos aceitavelmente. As alimentações nutricionais da NPT são fornecidas dentro de um período de várias horas a infusões diárias, coordenando-se através de uma mistura de todas as vitaminas, minerais e calorias semelhantes ao que se obteria por via oral diariamente, bem como quaisquer outras necessidades nutricionais específicas que o paciente venha a postular no momento. O formato da NPT é ordinariamente modificado, dependendo da perda/ganho de peso e dos resultados de trabalho com sangue, sendo especialmente formulado para atender às necessidades de cada paciente.

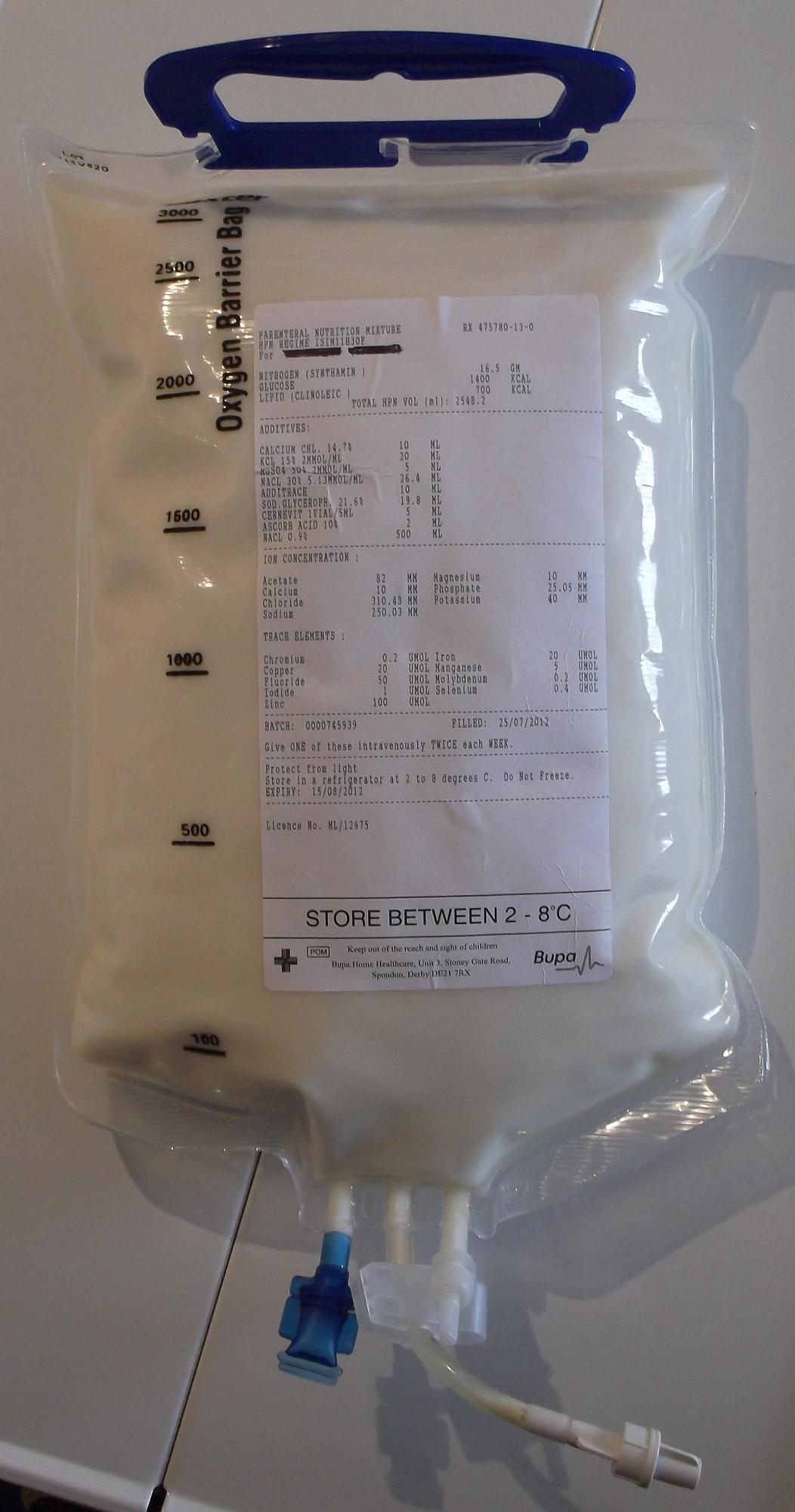
Saco de formulação de HPN (home parenteral nutrition) lipídico prescrito

Cannabis tem sido rotulada à prevenção de náuseas e vômitos. Tal fim tem conduzido análises intensivas no que permeia a ação dos receptores do canabidiol, bem como de si. Com o advento do sistema endocanabinóide, foram descobertas novas maneiras de conter náuseas e vômitos que envolvem a produção de canabinóides endógenos agindo centralmente. A cannabis vegetal é usada em clínicas há séculos, sendo conhecida pela capacidade benéfica em várias doenças gastrointestinais, como êmese, diarreia, doença inflamatória intestinal e dor intestinal. Além disso, a modulação do sistema canabinóide endógeno no tubo digestivo pode fornecer um alvo terapêutico pertinente para distúrbios gastrointestinais. Enquanto certas desordens do tubo digestivo podem ser brecadas por dietas e drogas farmacêuticas, outras são frivolamente atreladas a tratamentos convencionais. Os sintomas de distúrbios gastrointestinais, banalmente, incluem cãibras, dor abdominal, inflamação do revestimento do intestino grosso e/ou delgado, diarreia crônica, sangramento retal e perda de peso. Os pacientes com esses distúrbios costumam relatar uso de maconha a âmbito terapêutico.
Num estudo de 2012 com animais, evidenciou-se que o canabicromeno normaliza a hipermotilidade gastrointestinal sem reduzir o tempo de trânsito. Este ratificou que o resultado é de massivo interesse clínico, pois os únicos medicamentos disponíveis para dismotilidade intestinal estão frequentemente associados à constipação.

### Procedimentos
Descompressão intestinal pela colocação de tubo em um pequeno estoma também pode ser usada para reduzir a distensão e a pressão dentro do intestino. O estoma é viável como uma gastrostomia, jejunostomia, ileostomia ou cecostomia, podendo, paralelamente, ser usado para alimentar, no caso da gastrostomia e jejunostomia, ou lavar o intestino.
A colostomia ou ileostomia pode ignorar as partes afetadas se elas estiverem distais para (após) o estoma. Por exemplo, se o cólon maior for afetado, a ileostomia pode ser útil. Quaisquer ostomias de tais gêneros são vulgarmente colocadas no umbigo ou abaixo do umbigo do paciente.
A remoção total do cólon, denominada colectomia, ou ressecção das partes afetadas do cólon, pode ser fundamental se a área localizada competir à dismotilidade.
Gástricos e colônicos marcapassos foram tentados. São tiras colocadas ao longo do cólon ou do estômago que criam uma descarga elétrica destinada a incitar a contração muscular de maneira controlada. Uma solução potencial, embora radical, é o transplante de múltiplos órgãos. Uma operação documentada envolveu o transplante de pâncreas, estômago, duodeno, intestino delgado e fígado, e foi realizada pelo médico Kareem Mohamed Abu-Elmagd, em Gretchen Miller.